# لوکسمن
لوکسمن (انگلیسی: Luxman) شرکت الکترونیک ژاپنی است، که در سال ۱۹۲۵ تأسیس شد.